# Tabu (Spiel)
Tabu ist ein Kommunikations-Gesellschaftsspiel von Brian Hersch, dem Autor von Outburst. Hasbro verlegte es 1990 unter der Marke MB-Spiele. Später wurde es unter der Marken Parker Spiele und direkt unter Hasbro vertrieben. Laut Verlagsangaben wurden mittlerweile über 20 Millionen Spiele weltweit verkauft.

## Spielregeln
Dazu wird ein Zeitmeister benötigt. Dieser misst die Zeit und ruft STOP, wenn die Sanduhr abgelaufen ist. Weiterhin wird ein Quietschmeister benötigt. Dieser benutzt die Hupe, wenn ein Mitspieler ein Wort nennt, das "tabu" ist, also laut einer Wortliste nicht benutzt werden darf (siehe unten).
Die Grundidee von Tabu ist das Erklären von Begriffen im Rahmen des Regelwerks, was meist mit einem hohen Unterhaltungswert einhergeht (Tabu wird häufig als Partyspiel charakterisiert). Es können beliebig viele Personen teilnehmen. Ein Spieler erklärt seiner Mannschaft einen Begriff und darf dabei weder eines der fünf Tabuwörter verwenden, noch einen Bestandteil des gesuchten Wortes. Bei „Eisbär“ darf beispielsweise weder „Eis“ noch „Bär“ gesagt werden. Außerdem dürfen weitere naheliegende Begriffe, die auf der Spielkarte stehen, nicht benutzt werden, z. B. beim Beispiel "Eisbär" wäre das "Schnee" und "Arktis". Zudem beginnt der Zeitmeister das Spiel, indem er die Sanduhr umdreht. Hierüber wacht ein Spieler der gegnerischen Mannschaft mit einer Hupe in der Hand, die er bei Regelverletzung oder beim Verstreichen der Zeit betätigt. Der Spieler versucht, innerhalb einer vorgegebenen Zeit so viele Begriffe wie möglich zu erklären. Pro erratenem Begriff gibt es einen Punkt. Kann ein Spieler einen Begriff nicht erklären, weil es zu schwierig ist oder es zu viel Zeit kostet, darf er die Karte auslassen. Dabei wird kein Punkt abgezogen. Wird ein Tabuwort benutzt, muss der Spieler zum nächsten Begriff übergehen und bekommt einen Punkt abgezogen. Es wird abwechselnd geraten, bis eine Mannschaft 50 Punkte erreicht. In den neuen Auflagen liegt dem Spiel ein Spielbrett zum Zählen der Punkte bei.

## Variationen
Inzwischen sind weitere Ausgaben mit neuen Ratekarten und Spielvarianten erschienen. Zu erwähnen sind:
- Prominenten Tabu (1993)
- Tabu Junior (1994); für Kinder angepasste Variante
- Tabu Body Talk (2001), ebenfalls von Brian Hersch; hier geht es darum, einen stummen Mitspieler zu formen
- Tabu Hot Pen (2002); hier wird im Stil der Montagsmaler der zu ratende Begriff zeichnerisch erschlossen
- Tabu XXL (2006); vereint andere Versionen und bietet vier verschiedene Spielvarianten:
  - Begriffe pantomimisch mit Hilfe von Knoten-Knut (kleines Stofftier mit langen Armen) erklären
  - Begriffe zeichnen
  - möglichst viele Begriffe mit 15 einzelnen Stichwörtern erklären
  - Begriffe erklären, ohne eines der 5 Tabuwörter zu verwenden (klassische Variante)

Momentan bietet Hasbro nur noch Tabu, Tabu XXL und Tabu Junior an. Die anderen Varianten sind aber teilweise trotzdem noch im Handel zu finden.
Eine Abwandlung des Spiels, die Begriffe des Trinidadian Creole zum Inhalt hat, ist das trinidadische Doh Say Dat.

## Auszeichnungen
- Mensa Select 1990
- Auswahlliste zum Spiel des Jahres 1992
- Spiel der Spiele 2001: Spiele Hit für Viele für Tabu Body Talk und Österreich Tabu